# Bahnhof Lüneburg
Der Bahnhof Lüneburg besteht aus den beiden ehemals eigenständigen Bahnhöfen der Hansestadt Lüneburg. Lüneburg Ost ist heute der eigentliche Bahnhof, Lüneburg West nur noch Bahnhofsteil. Beide Empfangsgebäude stehen einander gegenüber auf dem Bahnhofsvorplatz zwischen den Bahnhofsteilen.

## Anlage
Der Bahnhof Lüneburg bestand aus zwei Einzelbahnhöfen, von denen jeder ein eigenes Empfangsgebäude hatte. 
Daneben gab es noch zwei eigenständige Bahnhöfe, die privaten Bahnstrecken dienten, Lüneburg Nord und Lüneburg Süd, sie werden heute nur noch als Abstellanlage genutzt.

### Heutige Bahnhofsanlage (Lüneburg Ost)
In den späten 1830er Jahren löste der Vorschlag, eine Eisenbahnstrecke von Celle über Lüneburg nach Harburg zu bauen, in Lüneburg große Aufregung aus. Viele Familien, die seit Generationen ihren Lebensunterhalt mit Transport zu Lande und auf dem Wasser verdienten, fürchteten durch die Eisenbahn starke Einschränkungen. Zudem stand das Stapelrecht der Stadt auf dem Spiel. Trotz zahlreicher Proteste wurde die Bahnstrecke 1847 eröffnet, wobei der Bahnhof – auf Drängen des Stadtrates – nahe dem Kaufhaus errichtet wurde. Das ursprüngliche Bahnhofsgebäude wurde mehrfach umgebaut, brannte jedoch 1942 nach einem Zugzusammenstoß nieder. Kurz darauf wurde ein neues Bahnhofsgebäude errichtet, das mit Wandgemälden von Hugo Friedrich Hartmann geschmückt wurde und bis heute als Hauptbahnhof dient. Neben Regionalverbindungen nach Hamburg Hbf, Uelzen und Lübeck Hbf, halten hier auch Fernverkehrszüge nach Westerland, Stralsund, München und Berchtesgaden.
Der Bahnhofsteil Lüneburg Ost besitzt ein schlichteres Empfangsgebäude als der Bahnhofsteil West, das noch heute genutzt wird. Außer dem Hausbahnsteig gibt es zwei weitere Bahnsteige mit je zwei Gleisen. Ein dritter Bahnsteig östlich davon wurde lange Zeit nicht genutzt und ist in den 2010er Jahren entfernt worden. Heute dient er nur als zusätzlicher Ein- und Ausgang zum naheliegenden Parkhaus und zur Dahlenburger Landstraße.
Südlich des Personenbahnhofs befindet sich der Güterbahnhof. Bis Mitte der 1960er Jahre lag östlich davon, auf der gegenüberliegenden Seite der Gleise, das Bahnbetriebswerk Lüneburg. Die Anlagen des Betriebswerkes wurden bis zur Neugestaltung des Bahnhofsbereiches zwischen 1994 und 2002 zum Abstellen von Schienenfahrzeugen genutzt.

Im Bahnhofsgebäude befinden sich ein Kiosk, ein McDonald’s, ein Buchladen sowie ein Fahrkartenschalter von metronom.

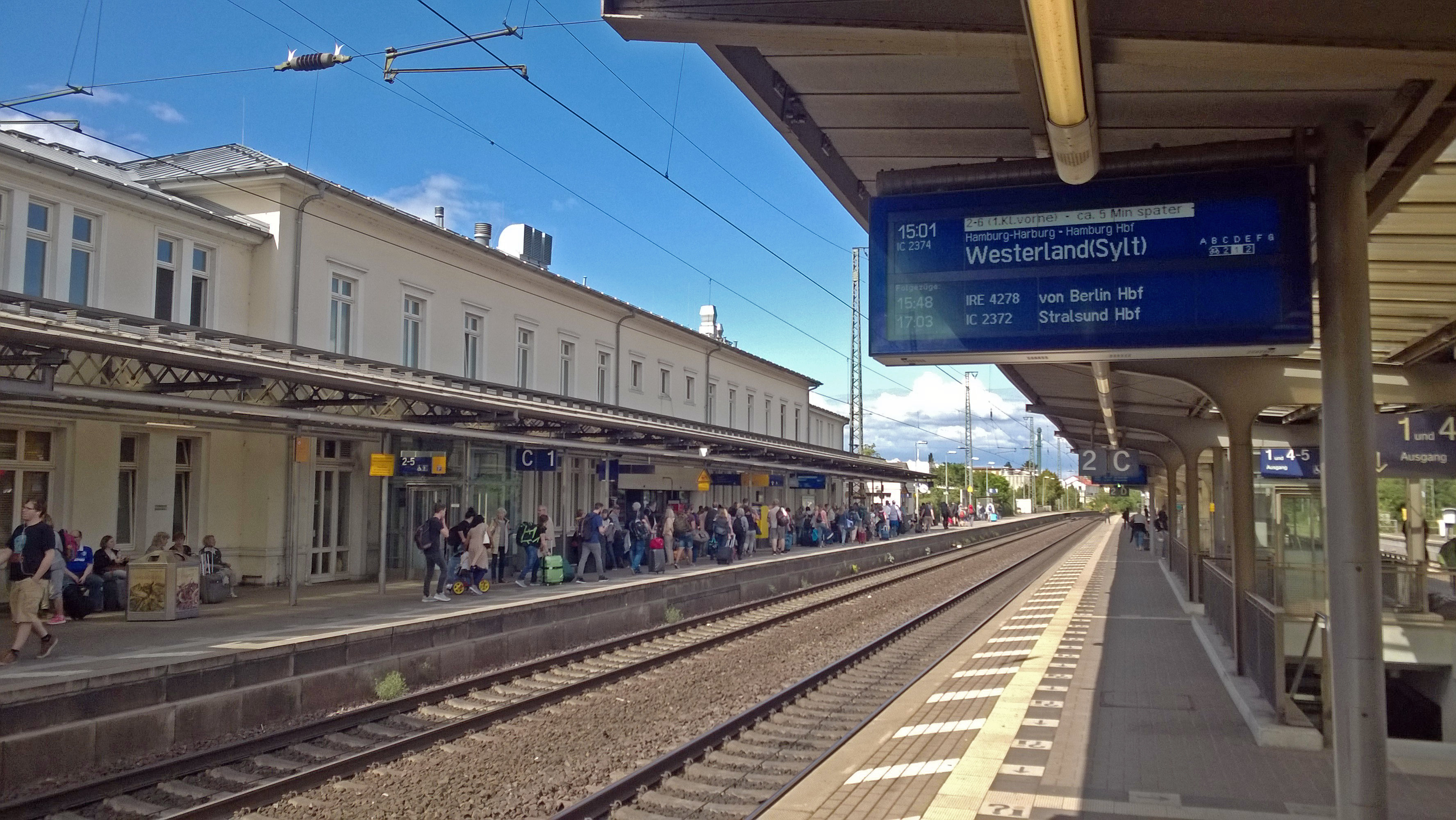
Blick auf die Gleise 1 und 2
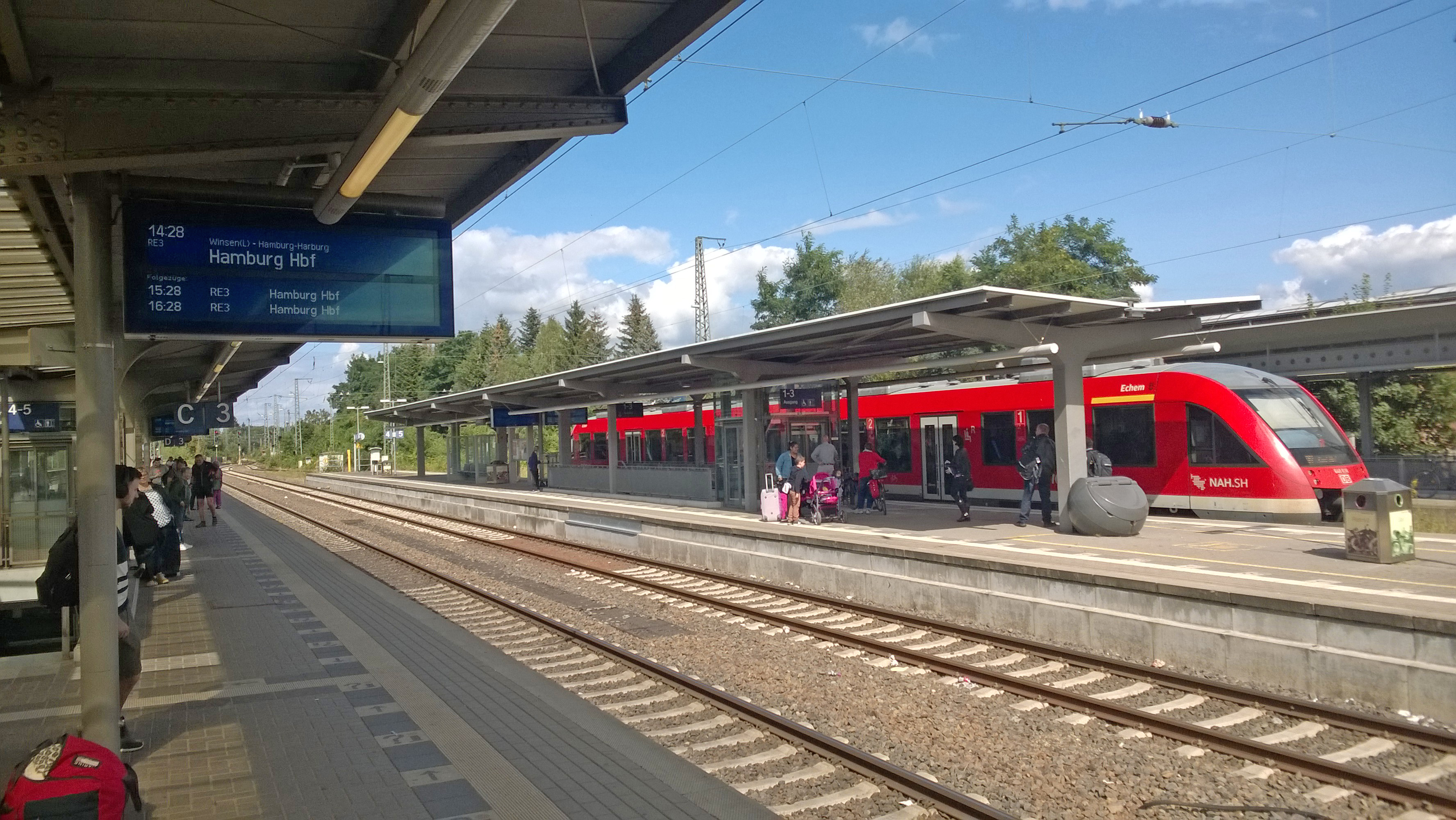
Blick auf die Gleise 3, 4 und 5 (rechts)
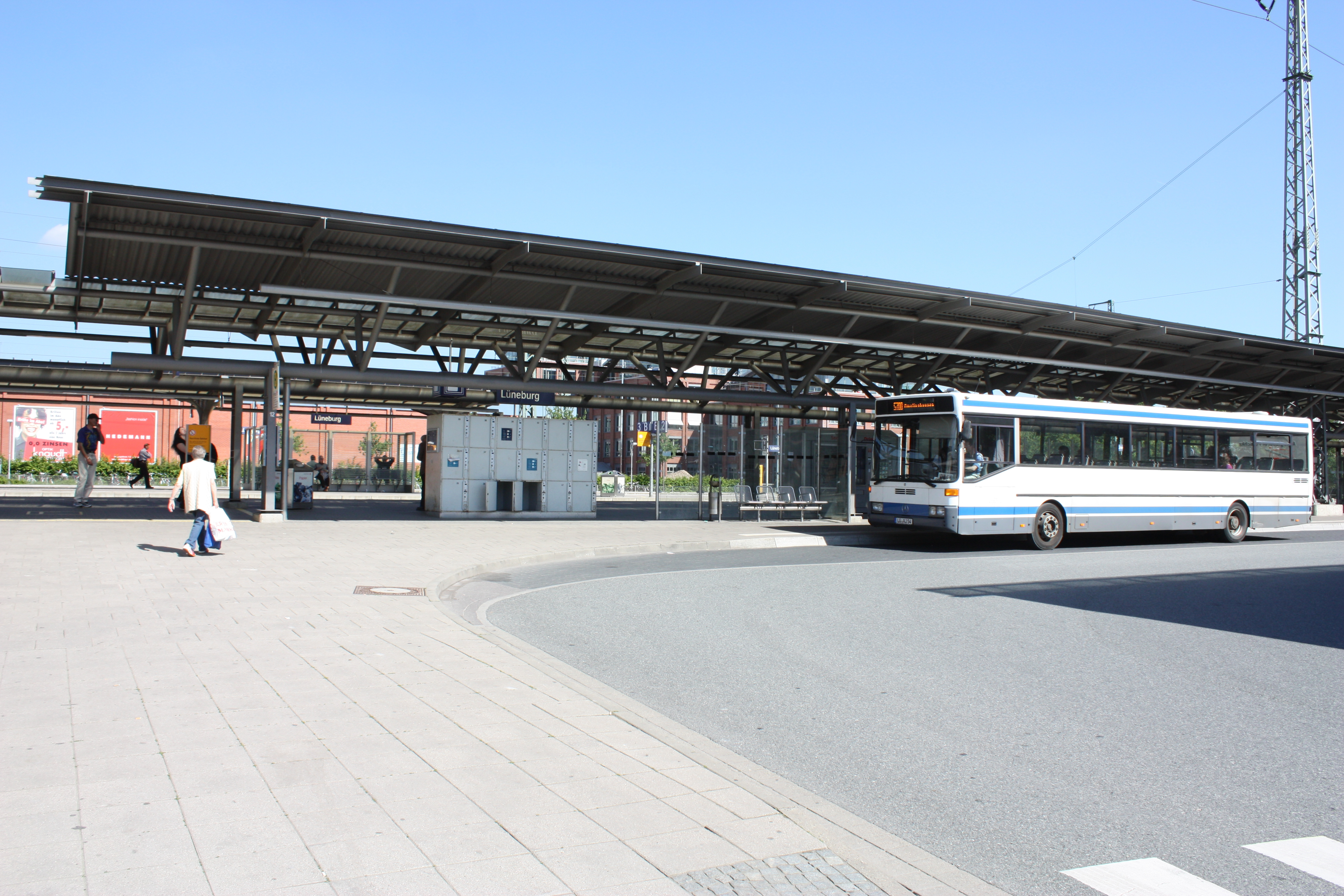
Ansicht vom ZOB zum Gleis 1

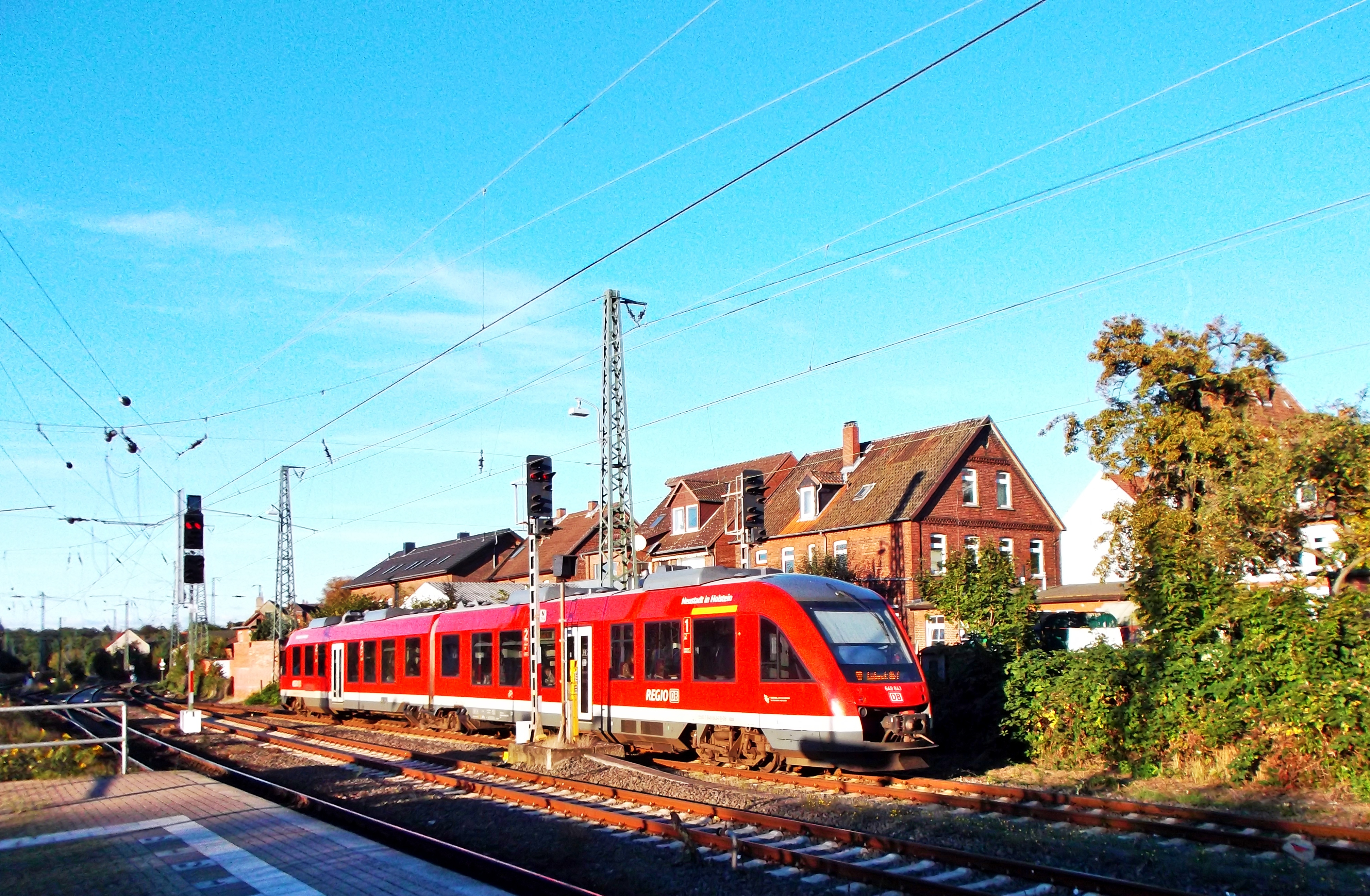
Zug am Bahnhof Lüneburg

### Lüneburg West
Am 26. November 1874 eröffnete die Berlin-Hamburger Eisenbahn-Gesellschaft die Bahnstrecke von Wittenberge nach Buchholz, die in Lüneburg die bereits bestehende Strecke von Hannover nach Hamburg kreuzt. Diese Kreuzung führte zur Errichtung von zwei Bahnhofsgebäuden in Lüneburg, die sich bis heute direkt gegenüberstehen. Das aufwendig im historistischen Stil gestaltete Empfangsgebäude des Bahnhofs „Lüneburg-West“ stammt aus der Eröffnungszeit der Strecke. Aufgrund seiner Bedeutung als orts-, bau- und kunstgeschichtliches sowie platzbildprägendes Zeugnis besteht ein öffentliches Interesse an seiner Erhaltung.
Bis 2019 bestanden auf der Westseite der Hausbahnsteig an Gleis 301 und ein Mittelbahnsteig an Gleis 302, der über einen höhengleichen Reisendenübergang erreichbar war. Im Rahmen eines Umbaus wurde der Bahnsteig am Gleis 302 stillgelegt, während der Bahnsteig an Gleis 301 barrierefrei ausgebaut und in zwei Abschnitte unterteilt wurde, welche als Gleis 6 und Gleis 7 nummeriert wurden. Hier beginnen und enden Züge nach und aus Hamburg und Dannenberg. Im Zuge der Generalsanierung 2029 soll der Westbahnhof wieder durchgehend zweigleisig ausgebaut werden und ein zweiter Bahnsteig angelegt werden.

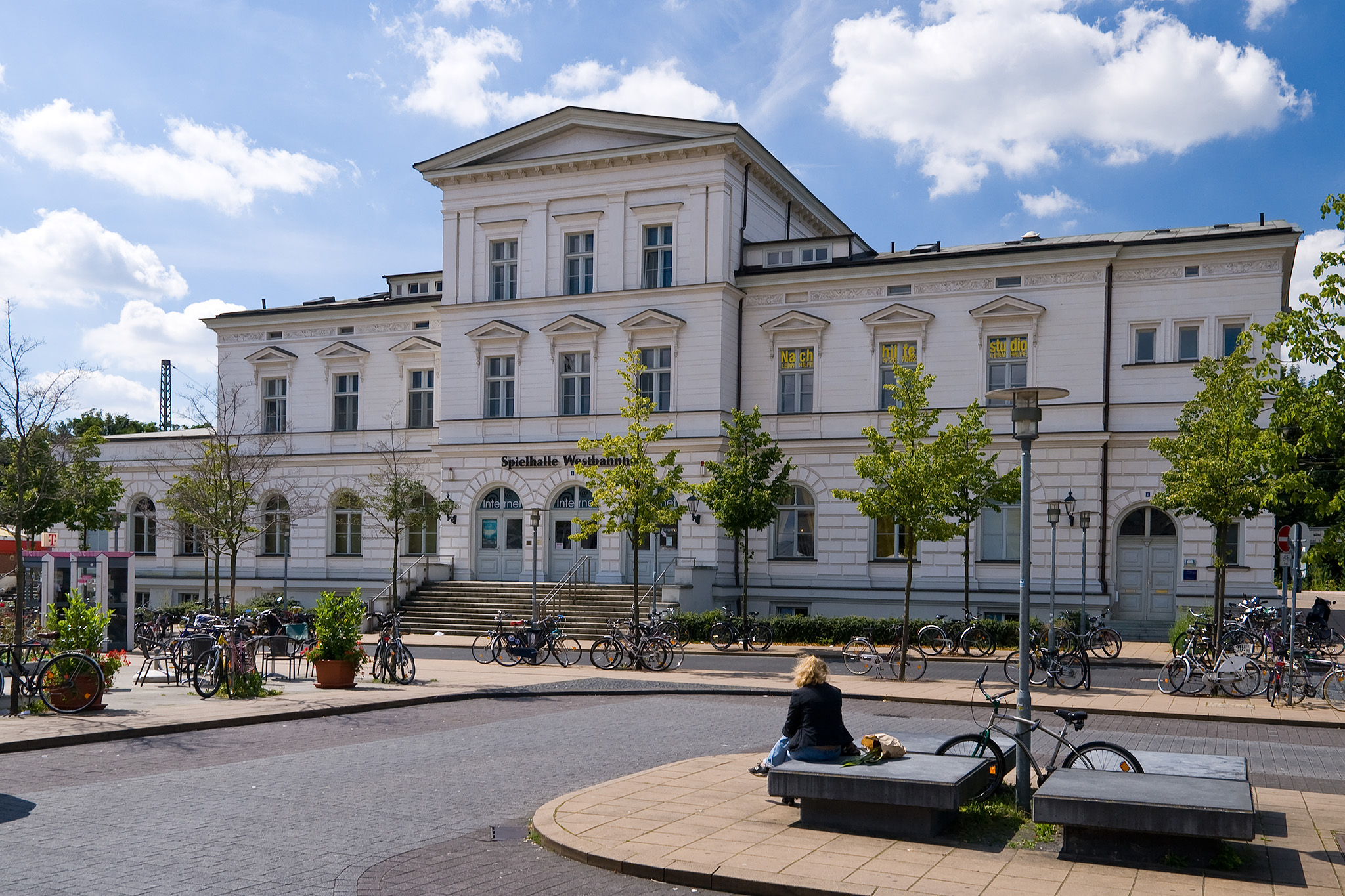
Ansicht zum Westbahnhofs
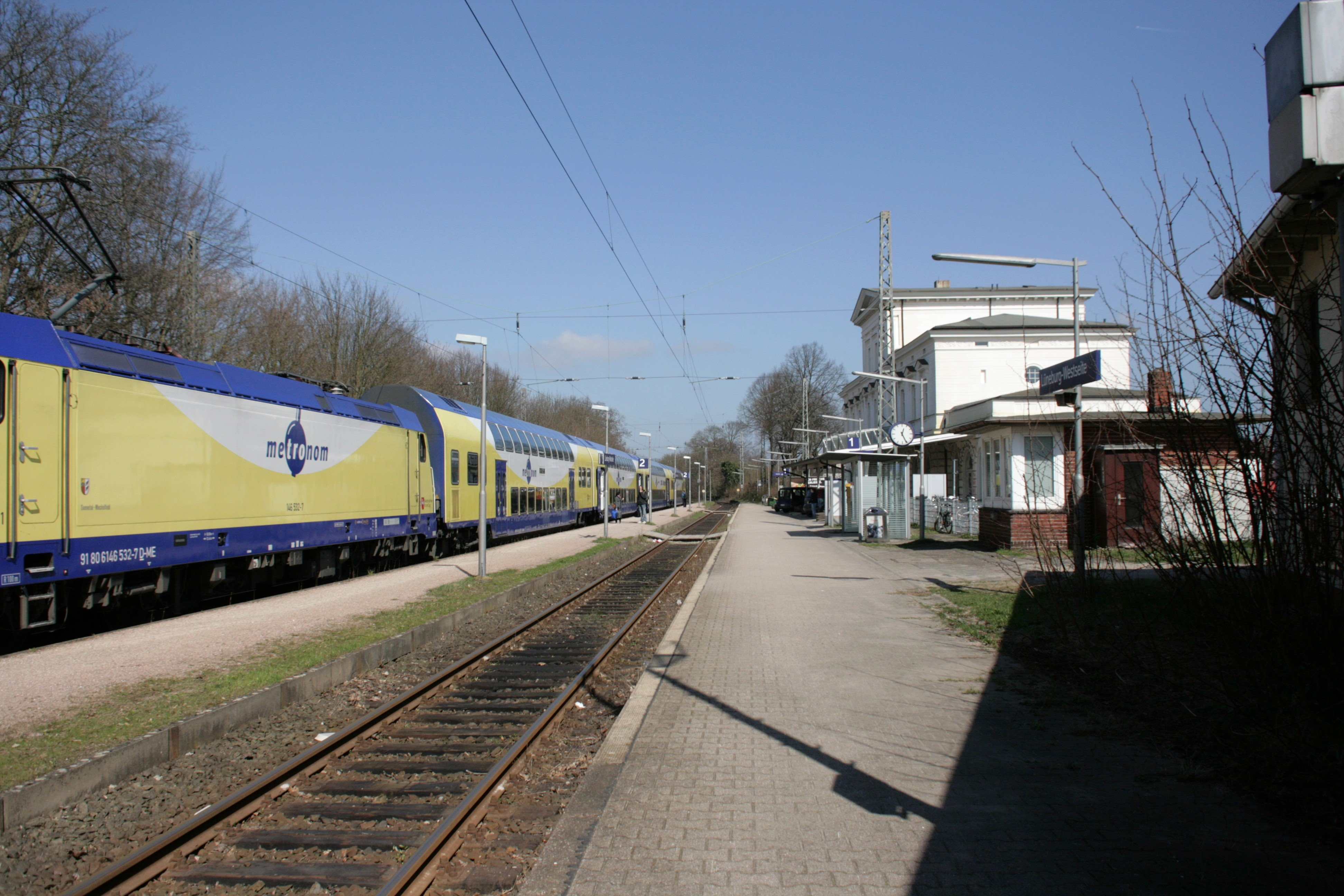
Bahnsteige vor der Modernisierung
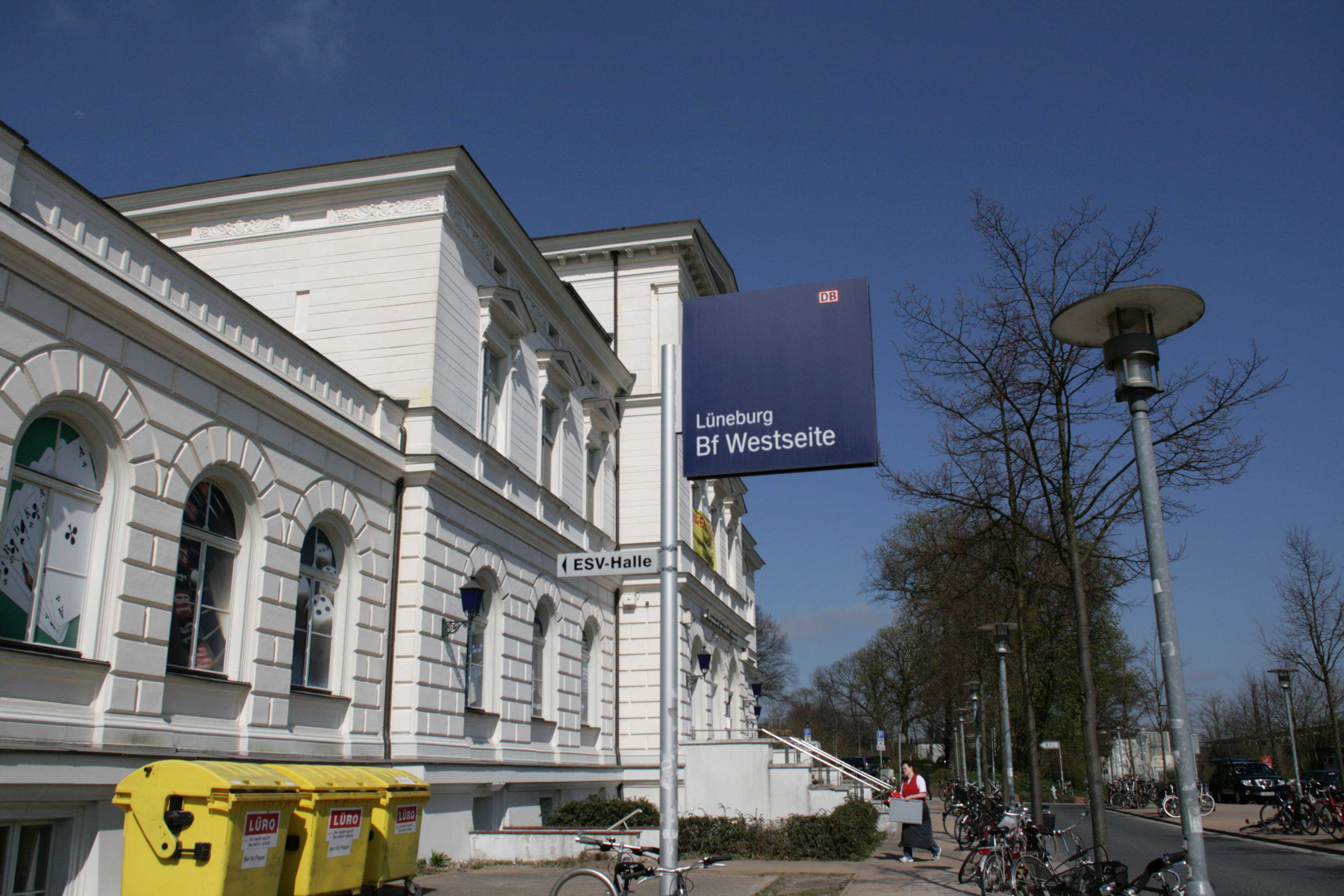
Ehemaliges Stationsschild der Bahnanlage Lüneburg-West

### Lüneburg Nord (Bleckeder Bahnhof) / Lüneburg Kleinbahnhof
Die Bahnstrecke nach Bleckede wurde am 1. September 1904 als Schmalspurbahn eröffnet. Nach der Umspurung auf Normalspur wurde am 1. März 1919 die heute bekannte Strecke eröffnet. Ab 1921 vom „Niedersächsischen Kleinbahnamt“ betrieben. 1931, nach Auflösung des Landkreises Bleckede, übernahm der Landkreis Lüneburg die Anteile an der Bahngesellschaft und diese wurde in „Kleinbahn Lüneburg–Bleckede“ umbenannt. 1944 ging diese in der „Osthannoverschen Eisenbahn (OHE)“ auf.
Bis 1960 starteten alle Züge nach Bleckede vom Bahnhof Lüneburg Nord, was für die Reisenden einen beschwerlichen Fußweg zum Staatsbahnhof Lüneburg bedeutete. Ab 1960 wurden alle Fahrten vom zentralen Bahnhof Lüneburg aus durchgeführt, um den Umstieg nach Hamburg und Uelzen zu erleichtern.
Seit 1. Januar 2022 befindet sich der Bahnhof Lüneburg Nord im Zuständigkeitsbereich von SInON und dient als Abstellanlage für alte Waggons. Zusätzlich ist dort eine Versorgungs- und Entsorgungsanlage für die Fahrzeuge der Bahnbetreiber metronom, erixx und erixx Holstein vorhanden.

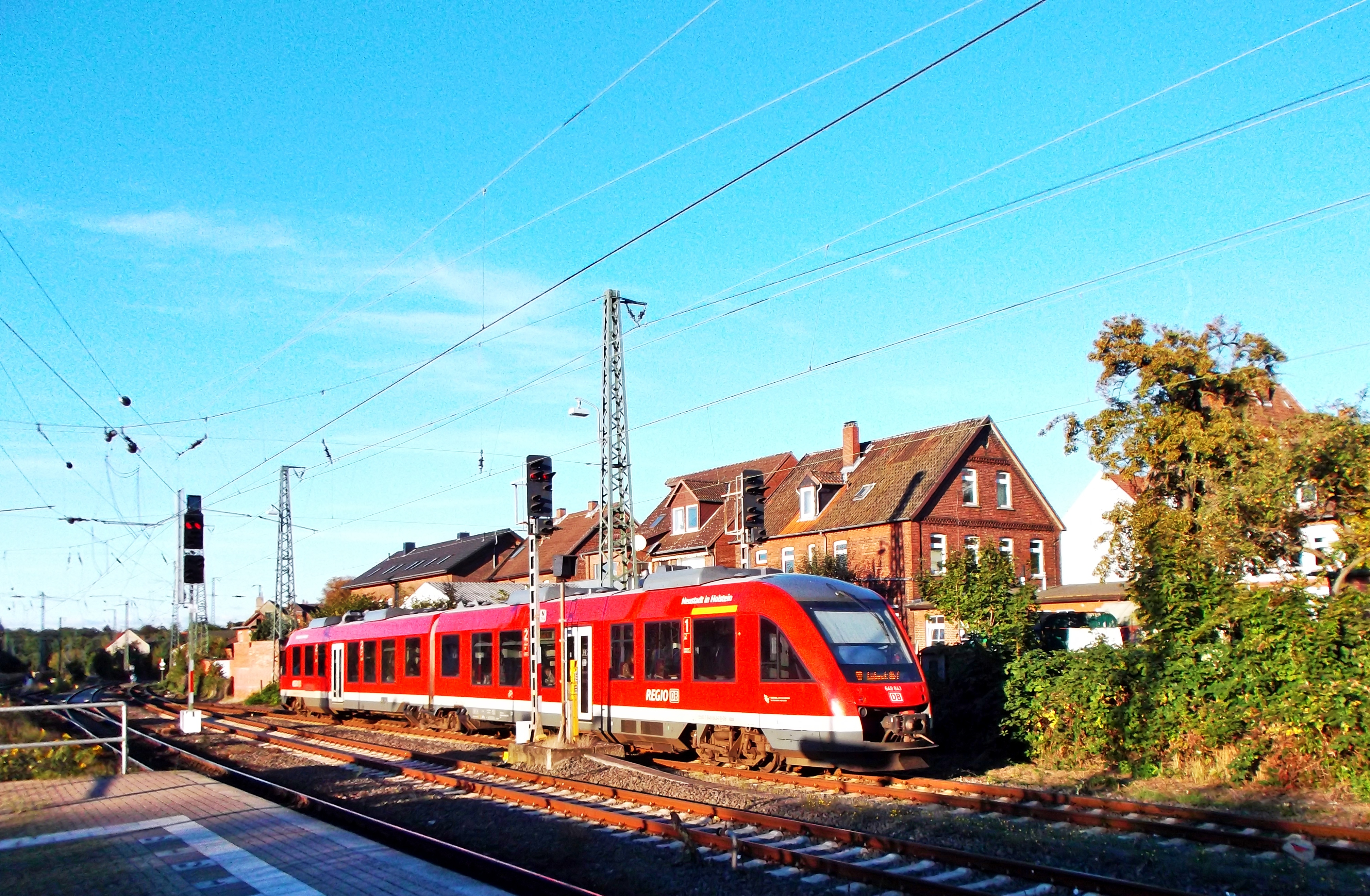

### Lüneburg Süd

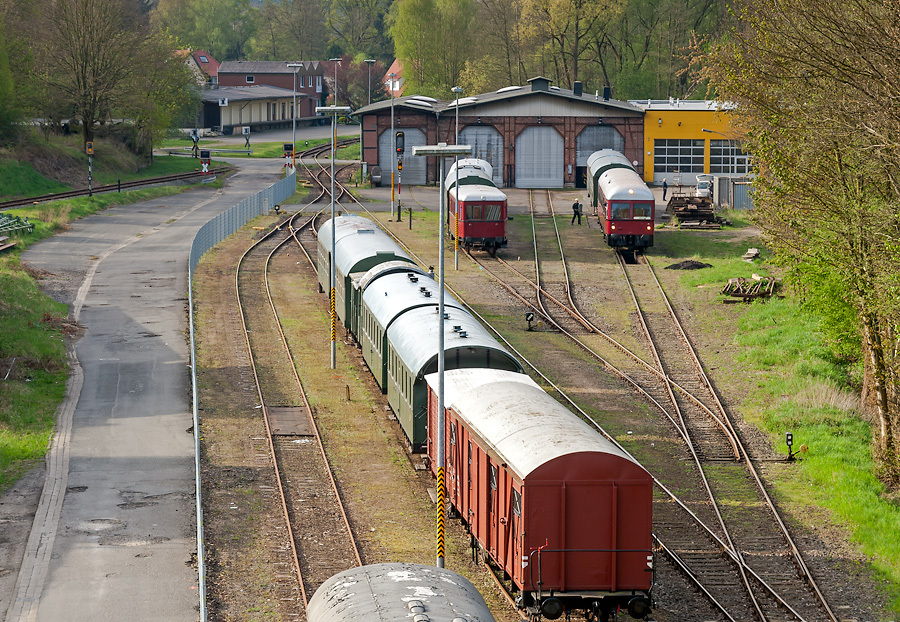
Bahnhof Lüneburg Süd mit Lokschuppen

Der Südbahnhof wurde 1913 für die Bahnstrecke Lüneburg–Soltau gebaut. Diese Strecke ist Teil des Streckennetzes der ehemaligen Osthannoverschen Eisenbahnen und heute SInON und führt von Lüneburg nach Amelinghausen und Soltau. 1977 wurde der Personenverkehr eingestellt. 2011 wurde der nördliche Teil des Bahnhofes stillgelegt und teilweise überbaut, die Strecke ist nur noch bis zur Friedrich-Ebert-Brücke befahrbar. Der Bahnhof dient heute hauptsächlich als Ausgangspunkt für den Heide-Express, einen Museumszug, der von der Arbeitsgemeinschaft Verkehrsfreunde Lüneburg e. V. (AVL) betrieben wird. Der Bahnhof Lüneburg-Süd wurde jedoch nahezu komplett zurückgebaut und teilweise überbaut.

## Ausstattung

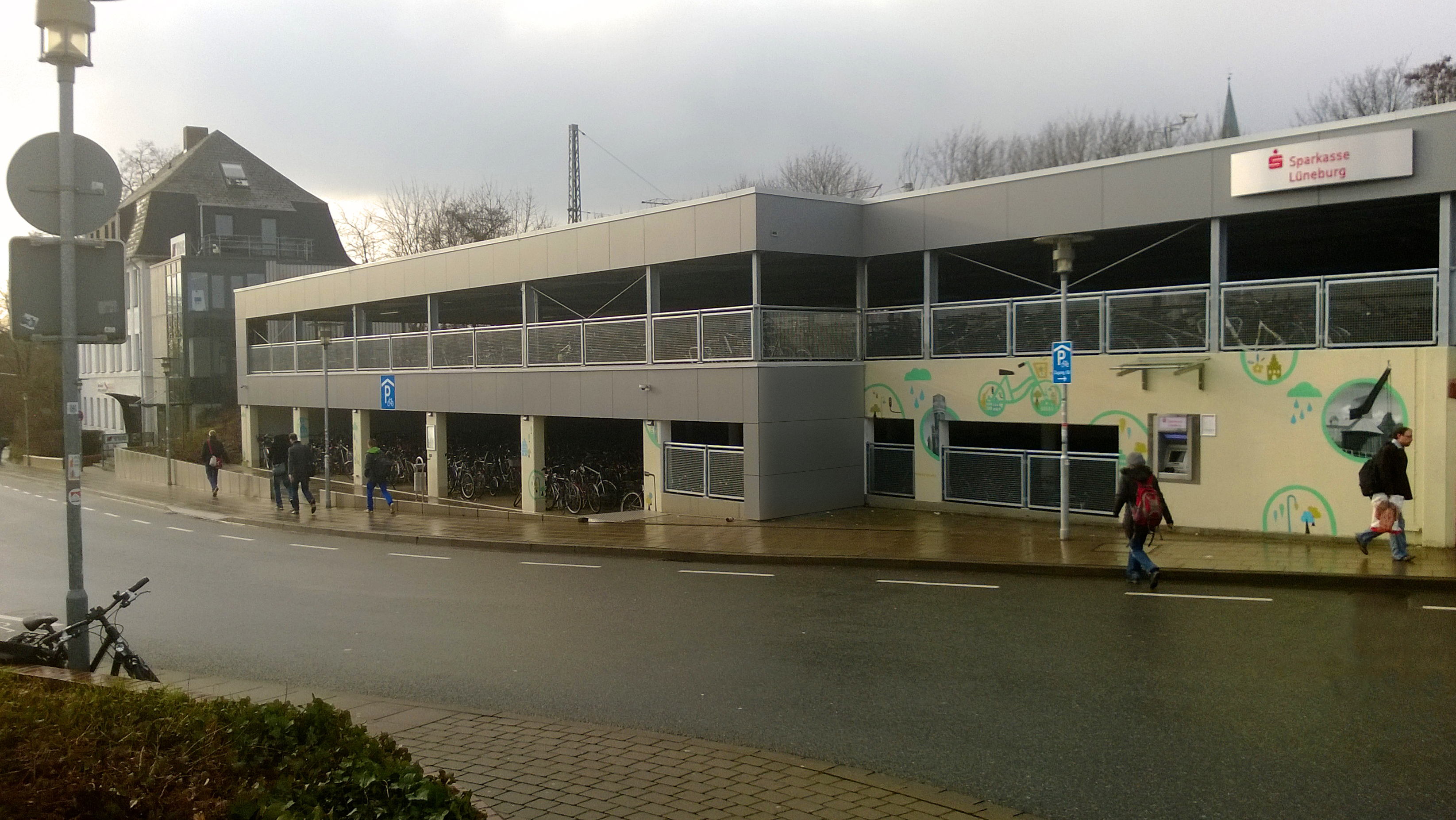
Fahrradparkhaus am Bahnhof

Der Bahnhof verfügt neben einem eigenen Park & Ride-Parkhaus auch über zwei Fahrradparkhäuser, eine automatisierte Fahrradleihstation des StadtRAD Lüneburg sowie eine Kiss & Ride-Anlage. Des Weiteren schließt sich an den Bahnhof der ZOB Lüneburg sowie ein Taxenstand an.

## Kunst im Bahnhof

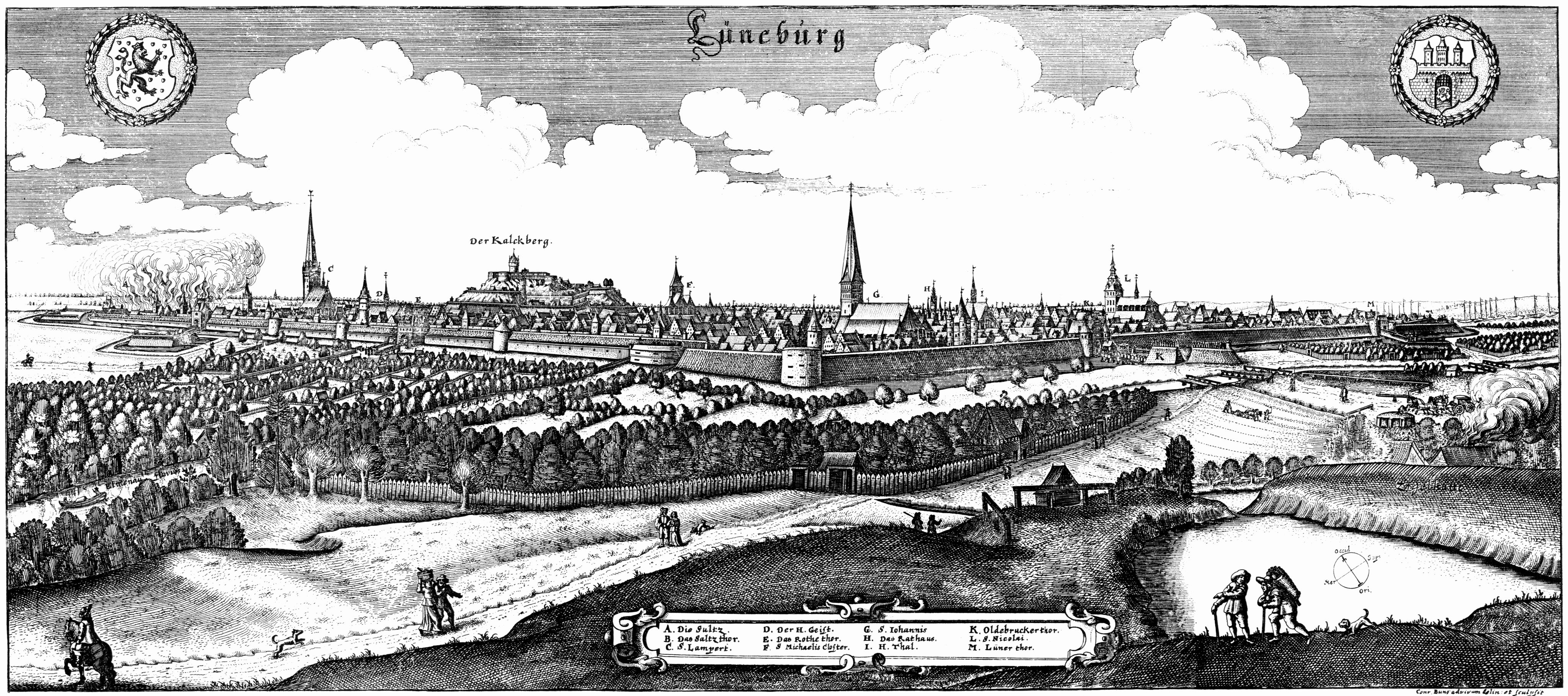
Merians Stadtansicht von Lüneburg, die als Vorlage für das Wandbild diente

Der Bardowicker Maler Hugo Friedrich Hartmann (1870–1960) malte 1939 zwei große Wandbilder in der Wartehalle des Ostbahnhofs. Ein Bild zeigt eine Heidelandschaft, das andere eine Lüneburger Stadtansicht nach einem Kupferstich aus der Topographia Germaniae von Matthäus Merian dem Älteren.

## Strecken
Der Ostbahnhof liegt an der Hauptstrecke von Hannover nach Hamburg und wird sowohl von Zügen der Deutschen Bahn AG als auch der Metronom Eisenbahngesellschaft angefahren. Neben Regionalzügen halten in Lüneburg auch Intercity- und Intercity-Express-Züge.
Ebenfalls vom Ostbahnhof aus führt die Strecke nach Lübeck über Lauenburg/Elbe und Büchen sowie die Strecke nach Bleckede.
Durch den Westbahnhof verläuft die ehemals durchgehende Strecke von Wittenberge nach Buchholz, diese ist heute eine eingleisige Stichbahn nach Dannenberg Ost, genannt „Wendlandbahn“, die durch die auf ihr stattfindenden Atommüll-Transporte zum Brennelemente-Zwischenlager Gorleben bekannt wurde. Daneben gibt es vom Westbahnhof einen Anschluss an die Strecke nach Soltau Süd.
Die Osthannoverschen Eisenbahnen betrieben die untereinander nur indirekt und über Gleisanlagen der DB Netz AG verbundenen Strecken nach Bleckede und Soltau im Güter- und Ausflugsverkehr. Während Personenzüge aus Bleckede bereits ab 1960 statt im OHE-Bahnhof Lüneburg Nord im Ostbahnhof endeten, war der Endpunkt der Personenzüge aus Soltau stets der einen Kilometer entfernt gelegene Bahnhof Lüneburg Süd, ein Einführungsvertrag für Züge in den Westbahnhof wurde erst zwischen DB AG und OHE geschlossen. Der fahrplanmäßige OHE-Personenverkehr nach Bleckede und nach Soltau wurde am 21. Mai 1977 eingestellt.

## Verkehrsangebot

### Fernverkehr
Der Bahnhof wird von ICE-Zügen und vereinzelt von IC-Zügen der DB Fernverkehr.
| Linie  | Zuglauf | Zuglauf | Takt                 | Eisenbahnverkehrs-unternehmen | Fahrzeugmaterial    |
| ------ | --- | --- | -------------------- | ----------------------------- | ------------------- |
| ICE 11 | München – München-Pasing – Augsburg – Günzburg – Ulm – Stuttgart – Mannheim – Frankfurt – Hanau – Fulda – Bad Hersfeld – Göttingen – Hannover – Celle – Uelzen – Lüneburg – Hamburg-Harburg – Hamburg – Hamburg-Altona | München – München-Pasing – Augsburg – Günzburg – Ulm – Stuttgart – Mannheim – Frankfurt – Hanau – Fulda – Bad Hersfeld – Göttingen – Hannover – Celle – Uelzen – Lüneburg – Hamburg-Harburg – Hamburg – Hamburg-Altona | einzelne Züge nachts | DB Fernverkehr AG             | ICE 4               |
| ICE 12 | Hamburg – Hamburg-Harburg – Lüneburg – Uelzen – Celle – Hannover – Göttingen – Kassel-Wilhelmshöhe – Fulda – Hanau – Frankfurt – Mannheim – Karlsruhe – Offenburg – Freiburg – Basel Bad – Basel SBB – Liestal – Olten – Bern – Thun – Spiez – Interlaken West – Interlaken Ost | Hamburg – Hamburg-Harburg – Lüneburg – Uelzen – Celle – Hannover – Göttingen – Kassel-Wilhelmshöhe – Fulda – Hanau – Frankfurt – Mannheim – Karlsruhe – Offenburg – Freiburg – Basel Bad – Basel SBB – Liestal – Olten – Bern – Thun – Spiez – Interlaken West – Interlaken Ost | einzelne Züge        | DB Fernverkehr AG             | ICE 2               |
| ICE 24 | Hamburg-Altona – Hamburg Dammtor – Hamburg – Hamburg-Harburg – Lüneburg – Bad Bevensen – Uelzen – Celle – Langenhagen – Hannover – Göttingen – Kassel-Wilhelmshöhe – Fulda – Würzburg – Steinach – Ansbach – Gunzenhausen – Treuchtlingen – Donauwörth – Augsburg – München-Pasing – München – Rosenheim – Brannenburg – Oberaudorf – Kiefersfelden – Kufstein – Wörgl (– Jenbach – Innsbruck)/(Hopfgarten – Westendorf – Brixen – Kirchberg – Kitzbühel – St. Johann – Fieberbrunn – Hochfilzen – Saalfelden – Zell am See – Schwarzach-St. Veit) | Hamburg-Altona – Hamburg Dammtor – Hamburg – Hamburg-Harburg – Lüneburg – Bad Bevensen – Uelzen – Celle – Langenhagen – Hannover – Göttingen – Kassel-Wilhelmshöhe – Fulda – Würzburg – Steinach – Ansbach – Gunzenhausen – Treuchtlingen – Donauwörth – Augsburg – München-Pasing – München – Rosenheim – Brannenburg – Oberaudorf – Kiefersfelden – Kufstein – Wörgl (– Jenbach – Innsbruck)/(Hopfgarten – Westendorf – Brixen – Kirchberg – Kitzbühel – St. Johann – Fieberbrunn – Hochfilzen – Saalfelden – Zell am See – Schwarzach-St. Veit) | zweistündlich        | DB Fernverkehr AG             | ICE T               |
| ICE 25 | Kiel – Neumünster – | Hamburg Dammtor – Hamburg – Hamburg-Harburg – Lüneburg – Uelzen – Hannover – Göttingen – Kassel-Wilhelmshöhe – Fulda – Würzburg – Nürnberg – Ingolstadt – München | einzelne Züge        | DB Fernverkehr AG             | ICE 1, ICE 2, ICE 4 |
| ICE 25 | Hamburg-Altona – | Hamburg Dammtor – Hamburg – Hamburg-Harburg – Lüneburg – Uelzen – Hannover – Göttingen – Kassel-Wilhelmshöhe – Fulda – Würzburg – Nürnberg – Ingolstadt – München | einzelne Züge        | DB Fernverkehr AG             | ICE 1, ICE 2, ICE 4 |
| ICE 26 | Binz – Bergen – Stralsund – Velgast – Ribnitz-Damgarten West – Rostock – Bützow – Bad Kleinen – Schwerin – | Hamburg – Hamburg-Harburg – Lüneburg – Bad Bevensen – Uelzen – Celle – Hannover – Göttingen – Eichenberg – Kassel-Wilhelmshöhe – Wabern – Treysa – Marburg – Gießen – Friedberg – Frankfurt West – Frankfurt – Darmstadt – Bensheim – Weinheim – Heidelberg – Wiesloch-Walldorf – Bruchsal – Karlsruhe | zweistündlich        | DB Fernverkehr AG             | ICE T               |
| ICE 26 | Hamburg-Altona – Hamburg Dammtor – | Hamburg – Hamburg-Harburg – Lüneburg – Bad Bevensen – Uelzen – Celle – Hannover – Göttingen – Eichenberg – Kassel-Wilhelmshöhe – Wabern – Treysa – Marburg – Gießen – Friedberg – Frankfurt West – Frankfurt – Darmstadt – Bensheim – Weinheim – Heidelberg – Wiesloch-Walldorf – Bruchsal – Karlsruhe | zweistündlich        | DB Fernverkehr AG             | ICE T               |
| IC 24  | Hamburg-Altona – Hamburg Dammtor – Hamburg – Hamburg-Harburg – Lüneburg – Bad Bevensen – Uelzen – Celle – Langenhagen – Hannover – Göttingen – Kassel-Wilhelmshöhe – Fulda – Würzburg – Steinach – Ansbach – Gunzenhausen – Treuchtlingen – Donauwörth – Augsburg – München Ost – Rosenheim – Bad Endorf – Prien – Übersee – Traunstein – Freilassing – Ainring – Hammerau – Piding – Bad Reichenhall – Bad Reichenhall-Kirchberg – Bayerisch Gmain – Bischofswiesen – Berchtesgaden                                                               | Hamburg-Altona – Hamburg Dammtor – Hamburg – Hamburg-Harburg – Lüneburg – Bad Bevensen – Uelzen – Celle – Langenhagen – Hannover – Göttingen – Kassel-Wilhelmshöhe – Fulda – Würzburg – Steinach – Ansbach – Gunzenhausen – Treuchtlingen – Donauwörth – Augsburg – München Ost – Rosenheim – Bad Endorf – Prien – Übersee – Traunstein – Freilassing – Ainring – Hammerau – Piding – Bad Reichenhall – Bad Reichenhall-Kirchberg – Bayerisch Gmain – Bischofswiesen – Berchtesgaden                                                               | einzelne Züge        | DB Fernverkehr AG             | IC                  |
| IC 26  | Westerland – Niebüll – Husum – Heide – Itzehoe – Hamburg – Hamburg-Harburg – Lüneburg – Bad Bevensen – Uelzen – Celle – Langenhagen – Hannover – Göttingen – Eichenberg – Kassel-Wilhelmshöhe – Wabern – Treysa – Marburg – Gießen – Friedberg – Frankfurt West – Frankfurt – Darmstadt – Bensheim – Weinheim – Heidelberg – Wiesloch-Walldorf – Bruchsal – Karlsruhe | Westerland – Niebüll – Husum – Heide – Itzehoe – Hamburg – Hamburg-Harburg – Lüneburg – Bad Bevensen – Uelzen – Celle – Langenhagen – Hannover – Göttingen – Eichenberg – Kassel-Wilhelmshöhe – Wabern – Treysa – Marburg – Gießen – Friedberg – Frankfurt West – Frankfurt – Darmstadt – Bensheim – Weinheim – Heidelberg – Wiesloch-Walldorf – Bruchsal – Karlsruhe | einzelne Züge        | DB Fernverkehr AG             | IC                  |
| IC 57  | Magdeburg – Stendal – Salzwedel – Uelzen – Lüneburg – Hamburg-Harburg – Hamburg – Hamburg-Altona | Magdeburg – Stendal – Salzwedel – Uelzen – Lüneburg – Hamburg-Harburg – Hamburg – Hamburg-Altona | ein Zugpaar          | DB Fernverkehr AG             | Intercity 2         |

### Regionalverkehr
| Linie           | Zuglauf | Takt                                                                                    | Kursbuchstrecke                      | Eisenbahnverkehrs-unternehmen | Fahrzeugmaterial                                 |
| --------------- | --- | --------------------------------------------------------------------------------------- | ------------------------------------ | ----------------------------- | ------------------------------------------------ |
| RE3             | Hamburg Hauptbahnhof – Hamburg-Harburg – Winsen – Lüneburg – Bienenbüttel – Bad Bevensen – Uelzen – Suderburg – Unterlüß – Eschede – Celle – Großburgwedel – Isernhagen – Langenhagen Mitte – Hannover                                                     | Hanse-Netz stündlich mit Verstärker in der HVZ (alle zwei Stunden weiter nach Hannover) | 110: Lehrte–Hamburg-Harburg          | metronom                      | Bombardier Traxx + 6 Bombardier-Doppelstockwagen |
| RB 31           | Hanse-Netz Hamburg Hauptbahnhof – Hamburg-Harburg – Meckelfeld – Maschen – Stelle – Ashausen – Winsen (Luhe) – Radbruch – Bardowick – Lüneburg (– Bienenbüttel – Bad Bevensen – Uelzen)                                                                    | stündlich mit Verstärker in der HVZ / einzelne Züge in den Nächten nach Uelzen          | 110: Lehrte–Hamburg-Harburg          | metronom                      | Bombardier Traxx + 6 Bombardier-Doppelstockwagen |
| RE 83           | Kiel Hauptbahnhof – Raisdorf – Preetz – Ascheberg (Holst) – Plön – Bad Malente-Gremsmühlen – Eutin – Bad Schwartau – Lübeck Hauptbahnhof – Lübeck-Hochschulstadtteil – Lübeck Flughafen – Ratzeburg – Mölln – Büchen – Lauenburg (Elbe) – Echem – Lüneburg | Annähernder Stundentakt (Takt alle 45 min/75 min.) / ab Büchen stündlich                | 145: Kiel–Lübeck und Lübeck–Lüneburg | erixx Holstein                | 2 × Stadler FLIRT Akku                           |
| RB 32           | Wendlandbahn Dannenberg Ost – Hitzacker – Leitstade – Göhrde – Neetzendorf – Dahlenburg – Bavendorf – Vastorf – Wendisch Evern – Lüneburg | dreistündlich                                                                           | 112: Wittenberge–Buchholz            | erixx                         | 1 × Alstom Coradia LINT 54                       |
| Heide           | Bleckede-Kleinbahn Lüneburg – Erbstorf Ziegelei – Scharnebeck – Boltersen – Bleckede | Museumsverkehr                                                                          | 9110: Lüneburg–Bleckede              | Heide-Express                 | 1 × MaK GDT                                      |
| Stand: Mai 2024 | |                                                                                         |                                      |                               |                                                  |

### Busverkehr
Am Bahnhof Lüneburg befindet sich der Zentrale Omnibusbahnhof (ZOB) von Lüneburg, von dem aus zahlreiche Buslinien in verschiedene Richtungen abfahren, unter anderem nach Hohnstorf, Salzhausen, Amelinghausen und Niedermaschacht.

## Tarif
Stadt und Landkreis Lüneburg sind seit Dezember 2004 Teil des Hamburger Verkehrsverbundes (HVV). Der Niedersachsentarif kommt bei Verbindungen zur Anwendung, die vollständig in seinem Gebiet liegen, die aber nicht vollständig in dem des HVV liegen. Hierbei kann im Vor- bzw. Nachlauf der Busverkehr in der Hansestadt Lüneburg und einzelnen umliegenden Gemeinden (HVV-Tarifbereich 807) genutzt werden.
Durch seine Nähe zu Hamburg und seine verkehrsgünstige Lage ist Lüneburg leicht erreichbar, die Fahrtzeit zum Hamburger Hauptbahnhof beträgt etwa 30 Minuten.